# Ernst J. M. Helmreich

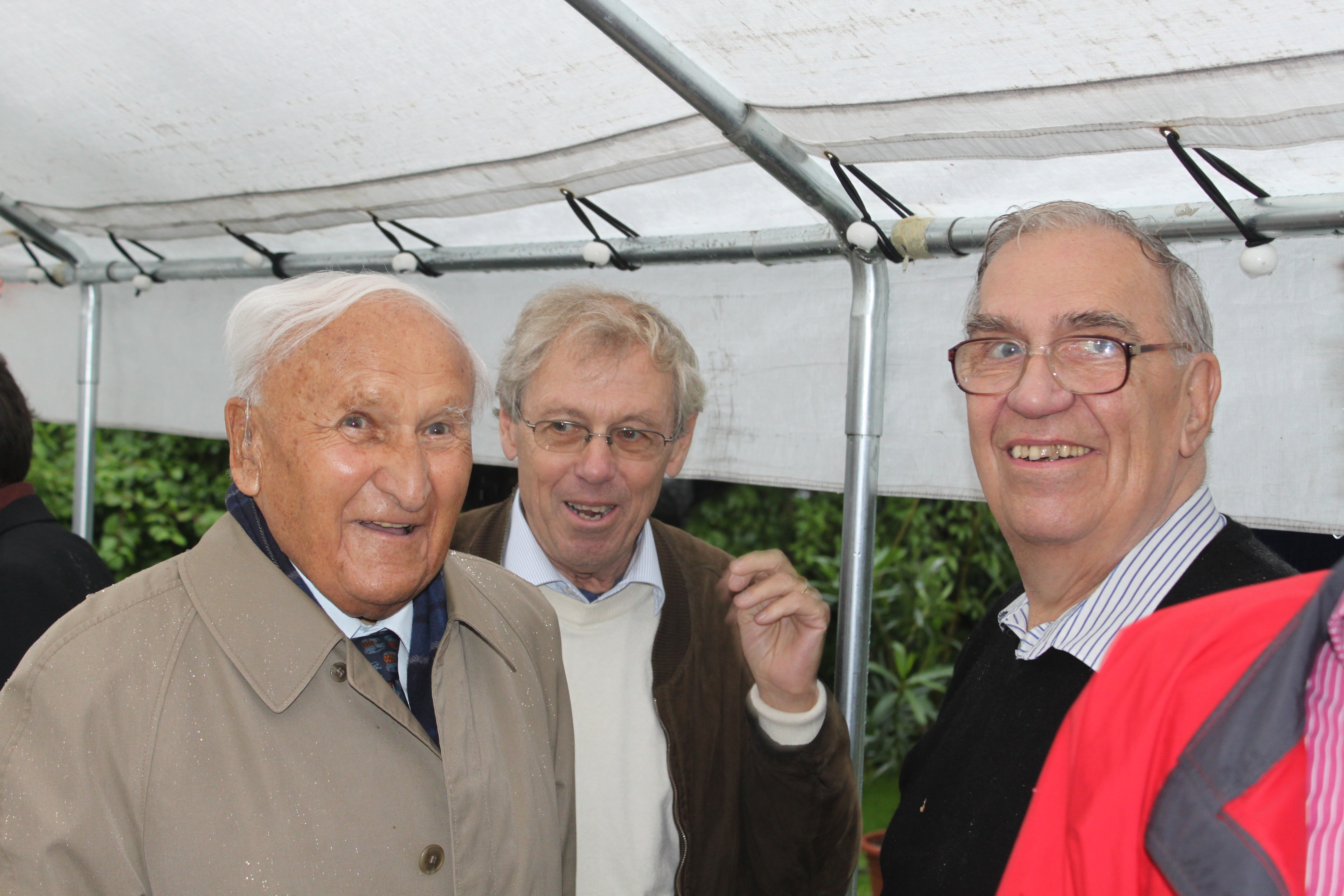
Ernst J. M. Helmreich, Franz Hofmann und Günter Schultz (von links).

Ernst J. M. Helmreich (* 1. Juli 1922 in München; † 4. Februar 2017) war ein deutscher Biochemiker.

## Leben
Helmreich studierte in München Medizin und Organische Chemie. 1949 promovierte er in Medizin. Er habilitierte sich mit einer Arbeit über den Stoffwechsel der Fructose. 1954 ging Helmreich zu Carl und Gerty Cori an die Washington University in St. Louis, wo er später auch eine Professur erhielt. 1967 hatte er ein Sabbatical bei Manfred Eigen. 1968 erhielt Helmreich einen Ruf auf den Lehrstuhl für Physiologische Chemie an die Julius-Maximilians-Universität Würzburg, wo er 1990 emeritiert wurde. Es folgten Forschungsaufenthalte bei Thomas Jovin am Max-Planck-Institut für biophysikalische Chemie in Göttingen (1990) und an den National Institutes of Health (NIH) in Bethesda, Maryland (1993/1994).

## Wirken
Helmreich hat über zahlreiche biochemische Themen gearbeitet, darunter den Wirkmechanismus der Herzglykoside, die Beziehungen von Fett- und Zuckerstoffwechsel, den Wirkmechanismus des Insulins, die Synthese und Sekretion von Antikörpern in lebenden Zellen, Membrantransport, die Rolle des Pyridoxalphosphats für die Phosphorylase-Kinase, die Rolle der G-Proteine und Beta-Adrenozeptoren und die Synthese und In-situ-Lokalisation fluoreszierender Moleküle.
Ähnlich dem von ihm mitgestalteten fakultätsübergreifenden Forschungs- und Lehrprogramm für molekulare Biologie an der Washington University in St. Louis, entwickelte und verwirklichte Helmreich auch in Würzburg – gegen den von dortigen traditionsverhafteten Kollegen ausgehenden Widerstand – von 1968 bis 1993 das Konzept eines Biozentrums. Helmreich und sein Würzburger Institut gelten inzwischen als prägend für die biochemische Nachkriegsforschung in Deutschland. Er hielt während der deutschen Teilung den Kontakt zu Forschern aus der DDR aufrecht und hatte wichtigen Anteil an der Restrukturierung der ostdeutschen Biowissenschaften nach 1989.

## Auszeichnungen (Auswahl)
- 1976 Mitglied der Deutschen Akademie der Naturforscher Leopoldina[4]
- 1982 Mitglied der Bayerischen Akademie der Wissenschaften[5]
- 2003 Cothenius-Medaille der Deutschen Akademie der Naturforscher Leopoldina[6]
- 2011 Ehrensenator der Julius-Maximilians-Universität Würzburg[7]

- Bundesverdienstkreuz am Bande
- Bayerischer Verdienstorden